# Выборы в Европейский парламент на Кипре (2004)
Выборы в Европейский парламент в Республике Кипр прошли 13 июня 2004 года. Они стали первыми европейскими выборами в стране. На них были избраны 6 депутатов кипрской делегация из 736 депутатов Европарламента. Явка составила 72,5%.

## Результаты
| Партия                              | Партия                                                | Европейская партия                      | Голоса  | %      | +/– | Места | +/– |
| ----------------------------------- | ----------------------------------------------------- | --------------------------------------- | ------- | ------ | --- | ----- | --- |
|                                     | Демократическое объединение (DISY)                    | Европейская народная партия             | 94 355  | 28,23  | —   | 2     | —   |
|                                     | Прогрессивная партия трудового народа                 | Европейские левые                       | 93 212  | 27,89  | —   | 2     | —   |
|                                     | Демократическая партия                                | —                                       | 57 121  | 17,09  | —   | 1     | —   |
|                                     | За Европу (GTE)                                       | Европейская демократическая партия      | 36 112  | 10,80  | —   | 1     | —   |
|                                     | Движение за социал-демократию (EDEK)                  | Партия европейских социалистов          | 36 075  | 10,79  | —   | 0     | —   |
|                                     | Объединённые демократы (EDI) – KPE – Европейский Кипр | Альянс либералов и демократов за Европу | 6 534   | 1,95   | —   | 0     | —   |
|                                     | Новые Горизонты                                       | —                                       | 5 501   | 1,65   | —   | 0     | —   |
|                                     | Прочие партии                                         | Прочие партии                           | 5 358   | 1,60   | —   | 0     | 0   |
| Действительных голосов              | Действительных голосов                                | Действительных голосов                  | 334 268 | 95,40  |     |       |     |
| Пустые и недействительные бюллетени | Пустые и недействительные бюллетени                   | Пустые и недействительные бюллетени     | 16 119  | 4,60   |     |       |     |
| Всего                               | Всего                                                 | Всего                                   | 350 387 | 100,00 | —   | 6     | 0   |
| Количество избирателей/ Явка        | Количество избирателей/ Явка                          | Количество избирателей/ Явка            | 483 311 | 72,50  | —   |       |     |
| Источник: Elections.gov.cy          |                                                       |                                         |         |        |     |       |     |